# Vianen (schip)
Vianen, ook bekend als Vyanen of Viane, was een 17e-eeuws zeilvaartuig dat goederen transporteerde tussen Europa en Indië voor de Verenigde Oost-Indische Compagnie. Ze werd in 1626 gebouwd in Amsterdam en had een bruto tonnage van 400. Op haar eerste reis raakte het schip lek, maar kon het nog veilig de kust bereiken. Gedurende de tweede reis is Vianen gezonken.

## Eerste reis
Vianen vertrok 19 maart 1627 vanaf Texel naar eindbestemming Batavia. Na een tussenstop in Kaap de Goede Hoop van 16 juli tot 7 augustus, arriveerde ze 8 oktober in Batavia.
Op 6 januari zou Vianen in een vloot met nog zes andere schepen van Batavia naar Europa varen onder leiding van gouverneur-generaal van Nederlands-Indië Pieter de Carpentier. Op het moment dat de vloot wilde vertrekken, arriveerde er een waardevolle lading vanuit China in Batavia, waardoor Vianen achter werd gehouden. Na het overbrengen van de lading kon ook Vianen de zee op om zich later bij de vloot aan te sluiten. Door het haastige laden was Vianen niet stabiel genoeg om haar reis voort te zetten en keerde ze terug naar de haven van Batavia, waar ze een extra 5000 lingots van koper aan boord kreeg.
Uiteindelijk vertrok Vianen op 20 januari vanuit Batavia. Door de moesson was kapitein Gerrit Frederikszoon de Witt genoodzaakt van de gebruikelijke koers door Straat van Soenda af te wijken en via de Straat van Balamboan te varen. Sterke winden zorgden ervoor dat Vianen ver naar het zuiden afdreef en in de buurt van Barroweiland aan de westkust van Australië op een rif stootte en lek raakte. Door een deel van de lading overboord te gooien, bleef het schip drijven en kon ze haar reis vervolgen.
Op 24 mei arriveerde Vianen in Kaap de Goede Hoop om op 1 juni door te varen naar haar eindbestemming Goeree in Zeeland waar ze 8 november aankwam.

## Tweede reis
De tweede en tevens laatste reis van Vianen ving 7 mei 1629 aan, toen het schip vanuit Texel naar Kaap de Goede Hoop voer. Op 12 september zette zij haar reis voort naar Batavia, maar voordat ze haar bestemming kon bereiken zonk Vianen op 14 november 1629 in de Straat van Soendra.